# North American Football Confederation
North American Football Confederation (NAFC) var den nordamerikanska fotbollskonfederationen under perioden 1946–1961. Förbundet slogs samman med Confederación Centroamericana y del Caribe de Fútbol (CCCF) 1961, och bildade CONCACAF (Confederation of North, Central American and Caribbean Association Football).
Följande fotbollsförbund var medlemmar i NAFC:
- Kanada
- Kuba
- Mexiko
- USA